# زاغی (فیلم)
زاغی (به انگلیسی: Magpie) یک فیلم نئو-نوآر بریتانیایی به کارگردانی سام یتس با بازی دیزی ریدلی، شازاد لطیف و ماتیلدا لوتز است. ریدلی داستان را توسعه داد و فیلمنامه توسط شوهرش تام بیتمن نوشته شد.

## داستان
پدری در حالی که همسرش با نوزاد تازه متولد شده خود در خانه است، دخترش را که در فیلمی با یک هنرپیشه محبوب همبازی است، همراهی می‌کند. او خیلی زود متوجه می‌شود که عاشق این بازیگر شده است.

## تولید
فیلمبرداری در ۲۴ ژانویه ۲۰۲۳ آغاز شد.

## بازخوردها
در وب‌سایت جمع‌آوری نقد راتن تومیتوز بر اساس رای ۹ منتقد، با میانگین امتیاز ۷ از ۱۰ مثبت است.